# ロリータ・アナナソワ
ロリータ・ヴォロドミリヴナ・アナナソワ（Lolita Volodymyrivna Ananasova、1992年7月9日 - ）はウクライナの女子アーティスティックスイミング選手。ハルキウ州ハルキウ出身。
2013年にバルセロナで開催された世界水泳選手権に出場し、チームとコンビネーションで銅メダルを獲得した。2016年リオデジャネイロオリンピックではチーム、デュエットともに4位だった。